# Honey Creek, Wisconsin
Honey Creek là một thị trấn thuộc quận Sauk, tiểu bang Wisconsin, Hoa Kỳ. Năm 2010, dân số của thị trấn này là 711 người.